# District de Manitoulin
Le district de Manitoulin est un district du Nord-est de l'Ontario. Il a été créé en 1888 à partir d'une partie du district d'Algoma. Le centre administratif est à Gore Bay.
Il comprend l'île Manitoulin et un nombre de petites îles alentour. C'est le plus petit district de l'Ontario. Auparavant, il incluait la municipalité de Killarney jusqu'à ce qu'elle fut transférée au district de Sudbury à la fin des années 1990.

## Démographie
La population du district de Manitoulin était de 12 679 habitants en 2001 et 13 090 en 2006. 
Sa superficie est de 4 759,74 km2 (2,957 mi2), pour une densité de population de 2,8 habitants/km2 (1.7 hab./mi2).
| 2001   | 2006   | 2011   | 2016   |
| ------ | ------ | ------ | ------ |
| 12 679 | 13 090 | 13 048 | 13 255 |

## Services
Comme les autres districts du nord de l'Ontario, le district de Manitoulin n'a pas de comté ou de municipalité régionale. Tous les services sont offerts soit par la municipalité, soit par le gouvernement provincial. Lorsque, dans certains cas, le district de Manitoulin n'a pas de lieu spécifique pour dispenser un service provincial, ces services sont offerts conjointement avec le district de Sudbury à Espanola.